# جيمس براون (سياسي كندي، مواليد 1828)
جيمس براون هو شخصية أعمال وسياسي كندي، ولد في 14 أكتوبر 1828 في اسكتلندا في المملكة المتحدة، وتوفي في 24 أبريل 1897. انتخب عضو مجلس العموم الكندي عن دائرة Hastings West (federal electoral district) ‏ (1867 – 1882).